# 大通水库
大通水库是中国安徽省滁州市天长市境内的一座水库，位于淮河水系铜龙河上，建于1970年。水库正常库容为1683万立方米，集雨面积为144平方千米，海拔为24米。